# San Carlos (comuna)
San Carlos es una comuna de la actual Provincia de Punilla en la Región de Ñuble en la zona central de Chile. Su capital es la ciudad de San Carlos de Itihue, fundada en 1800. 
Forma parte del Distrito Electoral N° 19 y pertenece a la Circunscripción Senatorial 16.ª (Ñuble).

## Historia
La zona de San Carlos presenta presencia humana desde antes de la llegada de los europeos. Se estima que la zona fue visitada por la expedición de Diego de Almagro en 1536, poco antes de la Batalla de Reinohuelén, y que esta habría estado habitada por un grupo indígena de etnia mapuche conocido como Itihue.

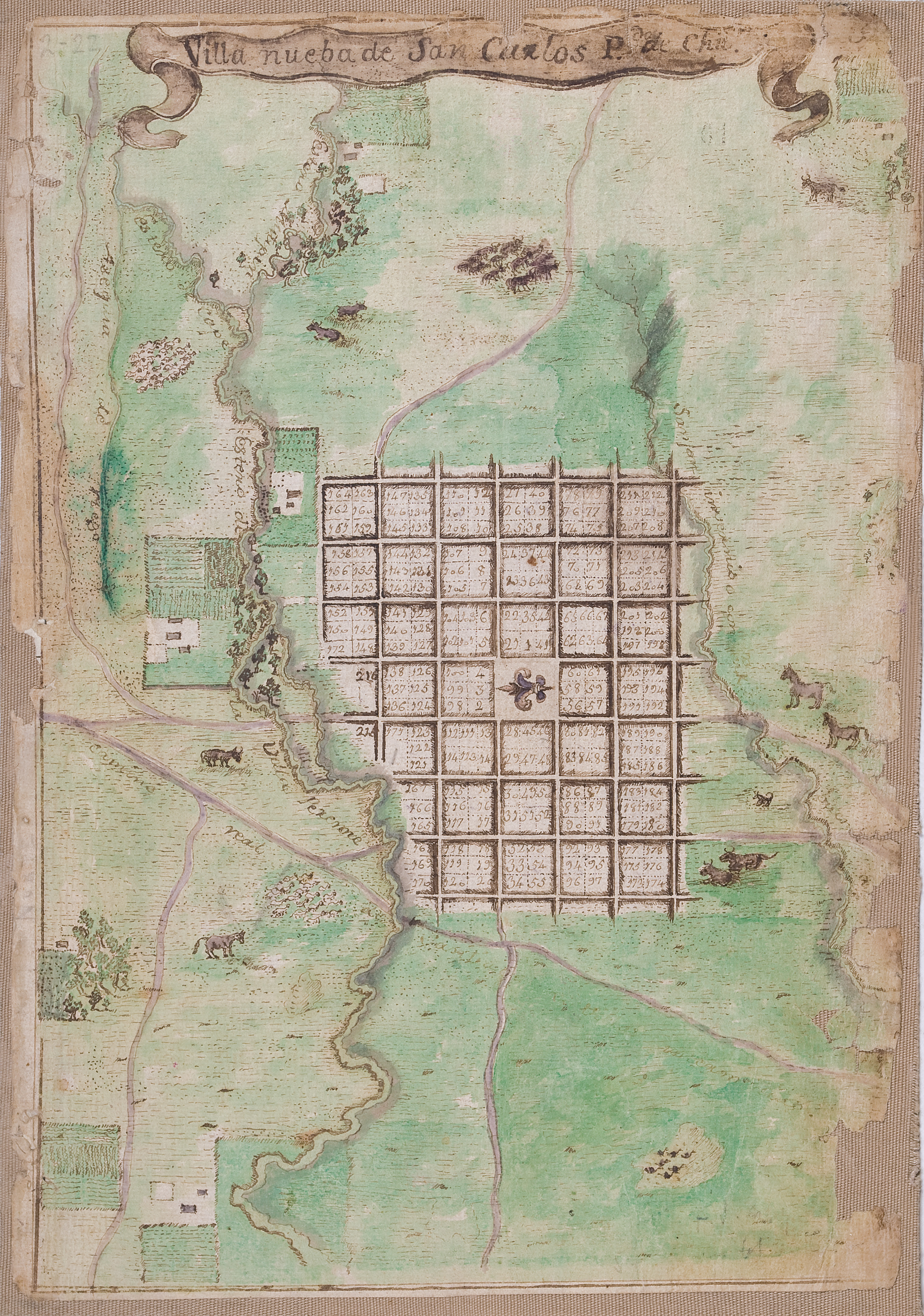
Plano de la Villa de San Carlos en 1805. Es posible observar el área comprendida entre las actuales calles Navotavo y Francisco Bilbao de norte a sur; y Ramón Freire y José Miguel Carrera de este a oeste.

El territorio inicialmente fue llamado Toquigua, porque precisamente le pertenecían al cacique o longko Toquigua, nombre que conservó una famosa y amplia hacienda que perteneciera a la Orden de la Compañía de Jesús. 
Hacia mediados del siglo XVIII en las tierras ocupadas por los itihues, comienza a desarrollarse un villorrio, el cual sería rápidamente abandonado luego de la sublevación pehuenche de 1769. Siendo repoblado en los años sucesivos, siendo su máxima autoridad el cacique Juan Reiman. En este periodo se instala la parroquia, en la actual ubicación de la capital comunal, y el pueblo comienza a ser conocido como "San Carlos de Itihue".
La ciudad de San Carlos fue fundada, oficialmente, por el español, don Joaquín del Pino de Rozas y Negrete el 3 de julio de 1800, en honor a Carlos IV rey de España en aquel entonces. El 24 de noviembre de 1801, se realiza el primer trazado de la ciudad. Cómo documento más antiguo de la entonces Villa de San Carlos, se conserva en el Archivo Nacional un Croquis cuya autoría es de Don Juan De Ojeda, en el que se puede observar la conformación urbana original: 120 sitios o "solares" distribuidos en 36 manzanas.
En el marco de la guerra de independencia, cerca de la ciudad de San Carlos se desarrolló el Combate de San Carlos, el 15 de mayo de 1813, dónde se enfrentaron Realistas y Patriotas, con 1.000 hombres los primeros y 4.000 los segundos, (cifras estimadas). Los Patriotas eran comandados por el prócer General José Miguel Carrera, obteniéndose como resultado una victoria parcial para ambos bandos. Los dos sables de caballería cruzados, ubicados en el blasón rojo superior del escudo de armas de la comuna, hacen referencia a dicho combate. En 1817 las tropas patriotas comandadas por el general Ramón Freire ocupan San Carlos y Ninquihue en su campaña hacia el sur.
De acuerdo a la Constitución de 1833, el Departamento de San Carlos pasó a formar parte de la Provincia de Maule, situación que duró hasta 1848 cuando el gobierno de Manuel Bulnes crea la Provincia de Ñuble, dividida en los departamentos de San Carlos y Chillán. Posteriormente, el 22 de diciembre de 1891 obtiene el título de comuna, estableciendo su capital en San Carlos.

## Medio ambiente

### Geomorfología y componentes abióticos

Trazado simplificado de los ecosistemas y cuerpos de agua presentes en la comuna de San Carlos.

La comuna de San Carlos se encuentra emplazada en las unidades geomorfológicas de Llanos de sedimentación fluvial o aluvional, Llano central fluvio-glacio-volcanico y Precordillera; y presenta según la clasificación climática de Köppen clima mediterráneo de lluvia invernal (Csb). Esta además se halla entre las cuencas hidrográficas de río Itata y río Maule. Además, la comuna posee diversos cuerpos de agua, entre los que se destacan la laguna Santa Rosa; y río Changaral, río Lonquén, río Niquen, río Ñiquén y río Ñuble.

### Componentes bióticos
Dentro del territorio de la comuna se pueden hallar los siguientes ecosistemas:
- Bosque caducifolio mediterráneo andino donde predominan Nothofagus glauca y Nothofagus obliqua (Vulnerable)
- Bosque esclerófilo mediterráneo andino donde predominan Lithrea caustica y Lomatia hirsuta (Vulnerable)
- Bosque esclerófilo mediterráneo interior donde predominan Lithrea caustica y Peumus boldus (En peligro)
- Bosque espinoso mediterráneo interior donde predominan Acacia caven y Lithrea caustica (En peligro)

### Medidas de protección ambiental y conflictos socioambientales
Hasta 2022, la comuna de San Carlos no cuenta con áreas territoriales destinadas a la protección ambiental.

## Demografía
La comuna de San Carlos, según el 2017, tenía una población de 53 024 habitantes, y una densidad poblacional de 60,7 hab/km².
Según el censo de 2002, 25 141 residentes de la comuna de San Carlos mayores de 15 años se identificaron como católicos, lo que equivale al 68,51% de la población total, mientras que el 22,01% se declaró evangélico, 0,59% se identificó como testigo de Jehová y 0,34% como mormones. Alrededor del 5,03% de la población se identificó como ateo o agnóstico, mientras que el 3,19% declaró profesar otras religiones.

### Localidades
La comuna cuenta con varios sectores urbanos como villas, condominios y poblaciones, además de muchos sectores periféricos como parcelas de agrado y sectores semiurbanos y rurales.
- San Carlos, capital comunal, 53.024 habitantes.
- Cachapoal, 1.609 habitantes.
- Ribera de Ñuble, 779 habitantes.
- Las Arboledas, 776 habitantes.
- El Sauce, 611 habitantes.
- Agua Buena, 533 habitantes.
- Villa Illinois, 495 habitantes, parte de la localidad de Puente Ñuble.
- Buli, 492 habitantes.
- Monte Blanco, 456 habitantes.
- El Torreón, 386 habitantes.
- San Fernando, 352 habitantes.
- Llahuimávida-Piedra Redonda, 317 habitantes.
- Nueva Esperanza, 295 habitantes.
- Mutupín, 287 habitantes.
- El Manzanal, 282 habitantes.
- Cape, 278 habitantes.
- Ninquihue, 272 habitantes.
- Quilelto, 243 habitantes.
- Paso Ancho, 241 habitantes, parte de la localidad pertenece a la comuna de San Fabián.
- Gaona, 226 habitantes.
- La Unión, 213 habitantes.
- Menelhue, 199 habitantes.
- San Miguel de Ablemo, 197 habitantes.
- Muticura, 193 habitantes.
- El Peñón, 189 habitantes.
- Santa Rosa, 185 habitantes.
- Cuadrapangue, 184 habitantes.
- Quinquegua, 155 habitantes.
- San Luis de Arizona, 155 habitantes.
- San Luis de Pomuyeto, 151 habitantes.
- Las Alitas, 146 habitantes.
- San Pedro de Lilahue, 146 habitantes.
- Los Naranjos, 141 habitantes.
- Flor de Quihua, 136 habitantes.
- Cocharcas, 120 habitantes.
- Chorrillos, 108 habitantes.
- Santa Filomena, 100 habitantes.
- Santa Isabel, 100 habitantes.
- Montecillo, 90 habitantes.
- Quilmén, 73 habitantes.
- Ribera El Alto, 65 habitantes.
- Camino Viejo, 62 habitantes.
- Los Mellizos, 60 habitantes.
- Piedra Parada, 60 habitantes.
- El Oratorio, 59 habitantes.
- Culenco, 54 habitantes.
- Carán, 49 habitantes.
- Millauquén, 49 habitantes.
- El Tranque, 49 habitantes.
- La Mata, 48 habitantes.
- Pichoco, 45 habitantes.
- La Granja, 32 habitantes.
- San Agustín, 25 habitantes.
- Quillagua Abajo, 20 habitantes.
- Camino Estero, 12 habitantes.
- Los Piñones, 8 habitantes.

## Administración

### Municipalidad
La Municipalidad de San Carlos para el periodo 2021-2024 es dirigida por el alcalde Williams Gastón Suazo Soto (Partido Socialista de Chile - Unidad Por el Apruebo) y el concejo municipal conformado por los concejales:
- Lorena Andrea Polanco González (Partido Comunista de Chile)
- Daniel Pizarro Uribe (Evolución Política)
- Pedro María Méndez Sánchez (Renovación Nacional)
- Jorge Arturo Silva Fuentes (Unión Demócrata Independiente)
- Rafael De La Cuadra Valdés (Partido Socialista de Chile) Renuncio
- Daniel Eduardo García Binimelis (Partido Demócrata Cristiano)

### Representación parlamentaria
San Carlos forma parte de la Circunscripción Senatorial XVI y del Distrito Electoral 19. Es representada en la Cámara de Diputados del Congreso Nacional por los siguientes diputados:
- Cristóbal Martínez Ramírez (Unión Demócrata Independiente)
- Marta Pilar Bravo Salinas (Unión Demócrata Independiente)
- Frank Carlos Sauerbaum Muñoz (Renovación Nacional)
- Felipe Camaño Cárdenas (IND - PDC)
- Sara Concha Smith (Partido Conservador Cristiano)

En el Senado, la representan:
- Gustavo Adolfo Sanhueza Dueñas (Unión Demócrata Independiente)
- Loreto Carvajal Ambiado (Partido Por la Democracia)

## Cultura

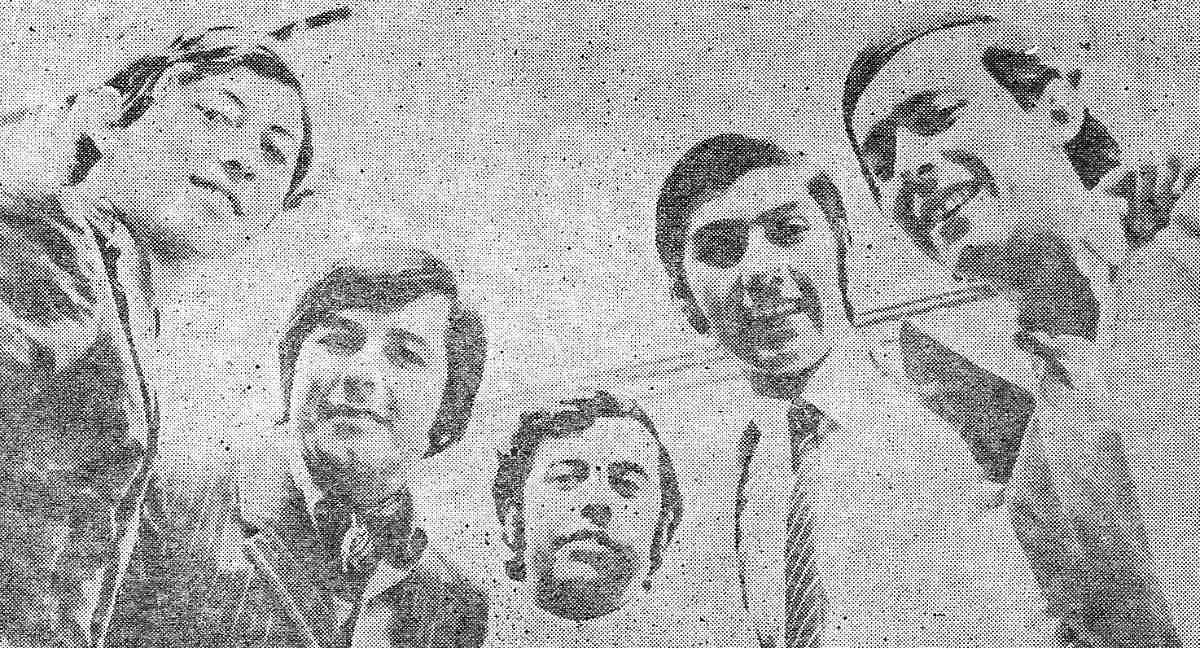
Los Ángeles Negros

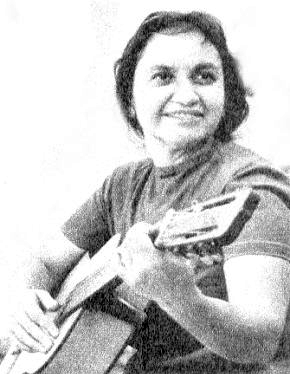
Violeta Parra

La comuna es también el lugar natal de varios artistas y personajes famosos tales como pintores (Hernán Gazmuri), autores y cantantes (Los Ángeles Negros). Se destaca entre ellos la famosa folclorista, autora, investigadora y cantante Violeta Parra.
Además a comienzo de cada año se realizan diversas fiestas locales conocidas como "semanas", en los diferentes poblados del campo, como es el caso de las localidades de Agua Buena, Cachapoal, La Rivera, Tres Esquinas, entre otros. Las fiestas consisten en bailes, conciertos, partidos de fútbol, elección de reina, por solo nombrar algunos.

### Sancarlinos
San Carlos es la cuna de una de las figuras más reconocidas de la música folclórica chilena y latinoamericana, Violeta Parra. Ella ha sido aclamada como una gran artista folclórica, autora, pintora, investigadora y cantante. La casa donde esta artista nació fue declarada Monumento Nacional por decreto de ley 668 el 29 de septiembre de 1992. Cabe destacar que la municipalidad en conjunto con el soporte del Gobierno Regional organiza un homenaje anual hacia la artista en el “Festival Violeta de San Carlos” que dura 20 horas y se lleva cabo en la Medialuna de San Carlos. 

## Lugares de interés

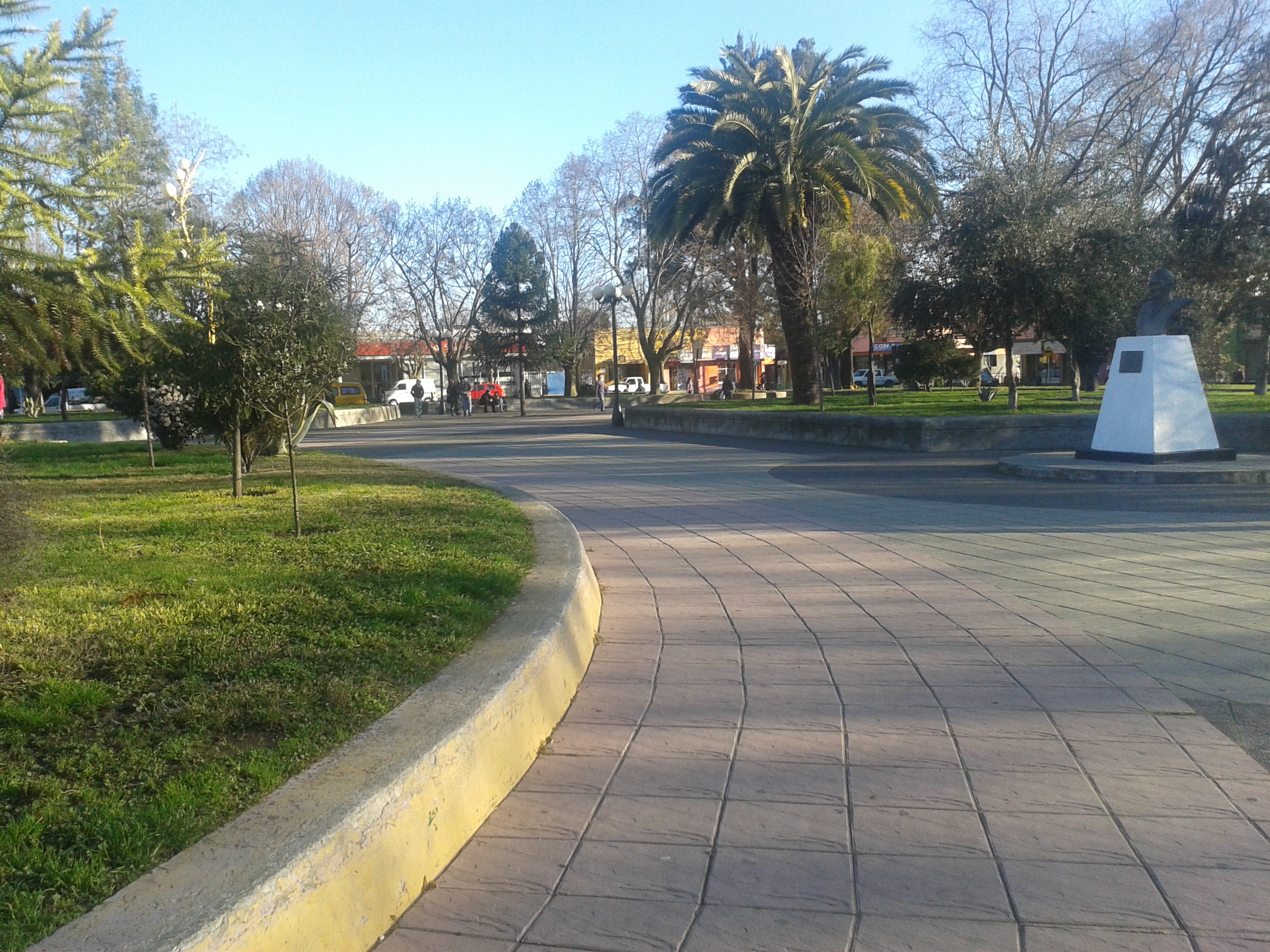
Plaza de San Carlos.

Entre los atractivos de la comuna se cuenta con las medialunas de Cachapoal y la Medialuna de San Carlos que es un recinto deportivo para la práctica del rodeo chileno. Esta medialuna tiene una capacidad para 8.000 personas y es la segunda más grande de Chile, siendo superada solo por la Medialuna de Rancagua. Cabe destacar que este deporte es muy popular en esta zona y en 1960 los jinetes San Carlos y Cachapoal, Rodolfo Bustos y Segundo Zúñiga, montando a "Por si acaso" y a "Broche" respectivamente, ganaron el Campeonato Nacional de Rodeo.
La Casa natal de Violeta Parra se encuentra localizada en calle El Roble # 531-535, ciudad de San Carlos, lugar que fue declarado Monumento Nacional según Decreto Ley N° 668 del 29 de septiembre de 1992.

## Servicios

### Educación
Actualmente, la comuna cuenta con alrededor de 60 establecimientos de educación básica, 10 de ellos ubicados en la ciudad y el resto en la zona rural, así como 7 establecimientos de educación media, 6 de ellos en la ciudad.
La comuna cuenta con una biblioteca pública, creada el 17 de octubre de 1983 con el nombre de Eusebio Lillo, además de una filial ubicada en la población 11 de Septiembre, la cual fue creada en 1997 a través de un proyecto financiado por el Fondo Nacional de la Cultura y las Artes (FONDART), ambas en la capital comunal.
Los establecimientos de enseñanza media son:
- Liceo Politécnico Capitán Ignacio Carrera Pinto, municipal (el primero en funcionar desde 1945).
- Colegio José Miguel Carrera Verdugo, E-112, municipal.
- Liceo Técnico Profesional Violeta Parra Sandoval, municipal.
- Liceo Diego Portales Palazuelos', municipal (a partir del 2012).
- Liceo Agrícola, municipal (ubicado en las afueras de la ciudad).
- Colegio El Árbol de la Vida, particular subvencionado.
- Liceo Nuestra Señora de la Merced, particular subvencionado.
- Instituto Santa María, particular subvencionado.
- Colegio Sagrado Corazón, particular subvencionado.
- Colegio Concepción, particular subvencionado.
- Colegio Dinabec College, particular subvencionado.
- Colegio San José, particular subvencionado.

## Medios de comunicación
La comuna ha tenido una interesante cronología de medios de comunicación desde hace más de cien años. Siendo uno de los primeros "El Pequén" cuyo creador y director fue Abdón Inzunza, como también el Periódico "El Comercio" fundado en 1924, siendo su último Director hasta el año 1985 don Rómulo Navarro Bravo.

### Radioemisoras
FM
- 90.3 MHz - Radio Morenna
- 97.1 MHz - Radio Interactiva
- 98.5 MHz - Radio Contigo FM
- 100.3 MHz - Radio Onda FM
- 101.7 MHz - ABC Radio
- 104.3 MHz - Radio Ocarina
- 107.5 MHz - Radio Emaús
- 107.9 MHz - Radio San Carlos Borromeo FM

AM
- 1280 kHz - Radio Interactiva

### Periódicos
La comuna cuenta en la actualidad con los periódicos "El Sancarlino Archivado el 21 de septiembre de 2018 en Wayback Machine." y "El Itihue", medio que integra la Red de Medios de los Pueblos. Además, el periódico bianual "El Acontecer" que circula en la ciudad cada seis meses. A todos ellos, se le suma el periódico "La Fontana", que desde finales de 2018 se publica mensualmente y de forma gratuita en la ciudad y la provincia.
Además existen medios escritos de índole netamente comercial y publicitaria, como es el caso "El Dato" y "Publicom".

### Portales informativos
Cuenta con un diario electrónico "San Carlos Online" con noticias del acontecer local y regional. Además, también a través de internet, San Carlos cuenta con una plataforma cultura independiente, "Canal 3SC Archivado el 18 de junio de 2021 en Wayback Machine.", que desde 2016 ha filmado dos documentales de corte histórico amateur.

## Hermanamiento
- Baena, de la Provincia de Córdoba, Andalucía de España[cita requerida]